# Кератит
Керати́т — воспаление роговицы глаза, проявляющееся преимущественно её помутнением, изъязвлением, болью и
покраснением глаза. Может иметь инфекционное (грипп, туберкулёз, вирусы герпеса и др.) происхождение. Наблюдаются слезотечение, светобоязнь, блефароспазм, уменьшение прозрачности и блеска роговицы с последующим её изъязвлением и развитием тяжёлых осложнений. Возможный исход кератита — бельмо, слепота.

## Типы
При поверхностном кератите поражается верхний слой роговицы. Поверхностный кератит может возникнуть как осложнение после конъюнктивита, дакриоцистита. После поверхностного кератита рубцов на роговице, как правило, не остаётся.
При глубоком кератите идёт воспаление внутренних слоёв роговицы. В этом случае на роговице остаются шрамы, которые могут снижать остроту зрения, если находятся в оптической (центральной) зоне роговицы. Чтобы избежать этого, при глубоком кератите иногда используются стероидные капли для глаз.

## Виды
- Аллергический кератоконъюнктивит. Причина воспаления и изъязвления роговицы — тяжёлая аллергическая реакция.
- Фотокератит — воспаление роговицы, возникающее вследствие ожога роговицы и конъюнктивы в результате интенсивного воздействия ультрафиолетового излучения (естественного — при долгом пребывании на солнце, или искусственного, например, от сварки без средств защиты).
- Бактериальный кератит. Бактериальная инфекция роговицы может возникнуть в результате травмы или ношения контактных линз. Как правило, бактериальные кератиты вызывают такие бактерии как золотистый стафилококк и синегнойная палочка (часто у тех, кто носит контактные линзы).
  - Неязвенный кератит. При такой форме наблюдается отёк эпителия без изъязвления роговицы. Как правило, возникает в результате попадания в глаз грамотрицательных бактерий (чаще всего через контактные линзы).
- Паразитарный кератит.
  - Акантамёбный кератит вызывается амёбами рода Acanthamoeba. Обычно она встречается у людей, которые носят контактные линзы. В долгосрочной перспективе, амёбный кератит может привести к слепоте.
  - Онхоцеркозный кератит. В развитии онхоцеркозного кератита ведущую роль играют аллергические реакции. Различают поражения переднего и заднего отделов глаз. Экссудативно-пролиферативный процесс заканчивается склерозом оболочек глаз. Ранним признаком онхоцеркозного кератита является конъюнктивально-роговичный синдром: зуд, слезотечение, светобоязнь, блефароспазм. Характерны гиперемия и отёк конъюнктивы с образованием валика вокруг лимба (лимбит). Часто это заболевание приводит к значительному снижению зрения или слепоте.
- Грибковый кератит. Вызывается патогенными грибками. Заболевание сопровождается выраженным корнеальным синдромом, болью и смешанной гиперемией глаза. При этом типе кератита изъязвляются, как правило, как поверхностные, так и глубокие слои роговицы, вплоть до её перфорации. В воспалительный процесс нередко вовлекается сосудистая оболочка. Часто грибковые кератиты приводят к появлению бельма и существенному снижению зрения. Диагностика грибкового кератита часто затруднена, что приводит к ошибкам в лечении.
- Вирусный кератит.
  - Герпетический кератит. Вызывается вирусами герпеса, в 70 % случаев вирусом простого герпеса или опоясывающего лишая. После герпетического кератита часто остаются так называемые «дендритные язвы», заболевание может носить рецидивирующий характер. Подвиды герпетического кератита: поверхностный точечный, стромальный (поражены средние слои роговицы), глубокий (эндотелиит), нейротрофический.
- Ползучая язва роговицы. Возникает чаще всего после поверхностных травм роговицы мелкими инородными телами. Развитию процесса способствует дакриоцистит (гнойное воспаление слезного мешка). Течение обычно тяжёлое. При отсутствии своевременного лечения возможны осложнения вплоть до прободения роговицы.
- Нейротрофический кератит.

## Причины
В зависимости от вида кератит может иметь разные причины. Среди них — вирусная и бактериальная инфекция, травмы глаза, заражение вирусом простого герпеса.

## Диагностика
Своевременная диагностика играет важную роль для эффективного лечения кератита, так как это заболевание часто ошибочно принимается за аллергический конъюнктивит.

## Лечение
Лечение зависит от причины кератита. В любом случае на время заболевания рекомендуется прекратить использование контактных линз.
Инфекционные кератиты, как правило, требуют антибактериальной, противогрибковой или противовирусной терапии. Обычно при кератитах назначают глазные капли или мази. При некоторых вирусных кератитах используются глазные капли Офтальмоферон, содержащие интерферон альфа-2, димедрол, борная кислота, метацель (искусственная слеза). Также используются такие капли, как Азидроп, а для защиты от воспаления — Индоколлир и гель Корнерегель.
Герпетические кератиты требуют немедленного назначения противогерпетических лекарств внутрь (ацикловир в таблетках или его аналоги) и противовоспалительных стероидных гормонов в каплях местно. Промедление с началом лечения грозит ухудшением зрения и формированием бельма. Основные цели лечения - остановка размножения вируса и подавление избыточной иммунной воспалительной реакции на вирус в глазу, чреватой помутнением роговицы.
При бактериальных инфекциях показаны антибактериальные средства, например, азитромицин, левофлоксацин, гатифлоксацин, моксифлоксацин, офлоксацин. При этом использование стероидных препаратов не рекомендуется, так как они могут привести к обострению заболевания, серьёзному изъязвлению и перфорации роговицы.
При первых признаках кератита следует как можно быстрее обратиться к офтальмологу. Поскольку в результате некоторых инфекции могут появляться шрамы на роговице со снижением зрения или перфорацией роговицы, проникновением инфекции вглубь, что может привести даже к слепоте. При правильной терапии кератиты успешно поддаются лечению без серьёзного снижения зрения.